# Nội các Ấn Độ
Nội các Liên bang Ấn Độ là cơ quan điều hành chính quyền Ấn Độ bao gồm Thủ tướng và các Bộ trưởng Nội các. Nội các là cơ quan hành pháp có quyền lực cao nhất tại Ấn Độ. Các Bộ trưởng Nội các cung cấp thông tin và hỗ trợ cho Hội đồng Bộ trưởng và hoạt động như tham mưu. Quốc vụ khanh hỗ trợ công việc cho Bộ trưởng Nội các.
Nội các Liên bang là cơ quan thường trực của Hội đồng Bộ trưởng Liên bang Ấn Độ còn được gọi Chính phủ Liên bang Ấn Độ. Hội đồng Bộ trưởng bao gồm Nội các và các Quốc vụ khanh.
Mô hình Nội các Ấn Độ có cấu trúc tương tự với mô hình Chính phủ Anh.

## Quy định
Theo Điều 75 Hiến pháp Ấn Độ, Hội đồng Bộ trưởng Liên bang chịu trách nhiệm trước Hạ viện của Quốc hội Ấn Độ, được gọi là Lok Sabha (Viện Nhân dân). Khi một dự luật được giới thiệu bởi một bộ trưởng ở Lok Sabha không được phê chuẩn, toàn bộ hội đồng bộ trưởng liên bang phải chịu trách nhiệm chứ không phải cá nhân bộ trưởng. Hội đồng bộ trưởng liên bang khi không còn sự tín nhiệm của Lok Sabha sẽ từ chức để tạo điều kiện cho chính phủ mới thành lập.
Một bộ trưởng sẽ không đưa ra bất kỳ quyết định nào nếu không được hội đồng bộ trưởng liên bang xem xét theo điều 78 Hiến pháp Ấn Độ. Tất cả các thành viên nội các liên bang phải đệ trình bằng văn bản cho Tổng thống để đề xuất tuyên bố khẩn cấp của Tổng thống theo Điều 352 Hiến pháp Ấn Độ.
Theo Hiến pháp Ấn Độ, tổng số bộ trưởng trong hội đồng bộ trưởng Liên bang không được vượt quá 15% tổng số thành viên của Lok Sabha. Bộ trưởng phải là thành viên của Quốc hội. Bất kỳ bộ trưởng nào không phải là thành viên của một trong hai viện của quốc hội trong sáu tháng liên tiếp sẽ tự động bị tước chức vụ bộ trưởng của mình.

## Tổ chức
Trong Hội đồng bộ trưởng Liên bang có năm hạng được sắp xếp như đưa ra dưới đây, thứ tự cấp bậc giảm dần theo chức vụ:
- Thủ tướng
- Phó Thủ tướng (nếu có): chủ trì với quyền hạn thủ tướng khi thủ tướng vắng mặt hoặc là bộ trưởng nội các cao cấp nhất.[2]
- Bộ trưởng nội các: thành viên nội các; lãnh đạo một bộ.
- Quốc vụ khanh (nhiệm vụ độc lập): bộ trưởng cơ sở không báo cáo với bộ trưởng nội các.
- Thứ trưởng (MoS): Thứ trưởng báo cáo với một bộ trưởng nội các, thường được giao một trách nhiệm cụ thể trong bộ đó.

## Bổ nhiệm
Theo Điều 75, một bộ trưởng làm việc theo sự tín nhiệm của Tổng thống, được Tổng thống bổ nhiệm theo tham vấn của thủ tướng. Bộ trưởng phải là thành viên của Quốc hội.

## Miễn nhiệm
Một thành viên của Hội đồng Bộ trưởng Liên bang bị miễn nhiệm hoặc xóa tư cách khi:
- Qua đời
- Từ chức
- Sau khi Tổng thống bãi nhiệm vì các hành vi vi hiến của Bộ trưởng theo Điều 75 Hiến pháp.[4]
- Theo yêu cầu của ngành Tư pháp vì đã vi phạm pháp luật.
- Sau khi ngừng hội đủ điều kiện để trở thành thành viên của Nghị viện.

## Hội đồng Bộ trưởng tại tiểu bang
Mỗi tiểu bang ở Ấn Độ được điều hành bởi hội đồng bộ trưởng với các quy tắc và thủ tục tương tự như hội đồng bộ trưởng các bộ trưởng theo các Điều 163, 164 và 167. Không có khái niệm về bộ trưởng nội các trong hội đồng bộ trưởng tiểu bang.

## Hội đồng Bộ trưởng Liên bang hiện tại
Hội đồng Bộ trưởng Liên bang hiện tại được thành lập 30/5/2019.